# Brezovica (Zagrzeb)
Brezovica – dzielnica i część zespołu miejskiego Zagrzebia, stolicy Chorwacji; 10 884 mieszkańców (2001). Powierzchnia tej dzielnicy to 127 km².
Leży na południowych peryferiach Zagrzebia i od północy sąsiaduje z dzielnicą Novi Zagreb – zapad; obejmuje 20 miejscowości (naselja).